# Icono (personaje)
Icono es un superhéroe en los cómics distribuidos por DC Comics.

## Historia de publicación
Como personaje original de Milestone Comics, fue creado por Dwayne McDuffie y M. D. Bright y apareció por primera vez en Icon #1 (mayo de 1993).
En la Comic-Con de 2008, el editor ejecutivo de DC Comics Dan DiDio anunció que el universo y los personajes de Milestone revivieron y se fusionaron en el Universo DC. Este fue el resultado de un complejo acuerdo/distribución de publicaciones elaborado entre las dos empresas independientes. La fusión trató a los personajes como nuevos en el universo, ignorando el crossover Worlds Collide de 1994.  Ícono, junto con el Gabinete Sombrío, aparecieron en Justice League of America (vol. 2) #27, escrito por Dwayne McDuffie.

## Biografía
En 1839, un transporte alienígena se dañó y explotó, expulsando una cápsula en medio de un campo de algodón en el Sur de Estados Unidos. La cápsula altera automáticamente la apariencia de su pasajero, llamado Arnus, para imitar la primera forma de vida sensible que lo descubrió. Esa forma de vida era una mujer negra esclava llamada Miriam, que vio aterrizar la cápsula y adoptó a Arnus como su hijo.
En el presente, Arnus sigue vivo. No envejece visiblemente más allá de la edad adulta; para disfrazar este hecho, asume periódicamente la identidad de su propio hijo. A finales del siglo XX, se hace pasar por Augustus Freeman IV, el bisnieto de su identidad humana original. Aun abandonado, Arnus/Freeman espera que la tecnología de la Tierra se ponga al día con la de su cápsula. Poseyendo superpoderes en secreto que desmienten su aspecto humano, él siempre ha realizado actos tranquilos de caridad.
Sin embargo, cuando la casa de Freeman es invadida, él utiliza sus poderes por primera vez en décadas, una acción presenciada por uno de los intrusos, Raquel Ervin, una adolescente idealista que nació en París Island, el barrio más pobre y atacado por pandillas en Dakota City. Sus perspectivas parecían bastante sombrías hasta este encuentro con Freeman. Después de ver a Freeman usar sus poderes, Raquel le convence de convertirse en un superhéroe llamado Ícono, con ella misma como su compañera, Rocket.

### Personalidad
Ícono es retratado como una persona muy inteligente y algo rígida. Debido a su trabajo de clase alta como abogado corporativo y la forma "correcta" de hablar, él es a menudo criticado por ser un "vendido" o "encalado". Ícono generalmente prefiere hacer todo a rajatabla en lugar de actuar por instinto. Durante la mayor parte de su serie, luchó en su mayoría contra delincuentes callejeros de civil y los que obtuvieron poderes de Big Bang de Dakota.

### Universo DC
Tras la muerte de Darkseid (como crónica en  Final Crisis ), el continuo espacio-tiempo se rasgó en dos, amenazando la existencia del Dakotaverso y del universo DC principal. El ser conocido como Dharma logró utilizar las energías que obtuvo de Rift (hasta la derrota de ese ser en Worlds Collide) para fusionar los dos universos, creando una nueva continuidad. Solo Dharma, Ícono y Superman son conscientes de que Dakota y sus habitantes jamás existieron en un universo paralelo.
En la continuidad revisada, Ícono y los otros personajes de Milestone aparentemente han existido siempre en el Universo DC. Augustus parece tener una amistad existente con Superman y ser miembro del Gabinete Sombrío. Ícono también afirma que, debido a su condición de ciudadano de la Cooperativa (una civilización alienígena en la galaxia del Objeto de Hoag), que está exenta de persecución a manos del Cuerpo de Linterna Verde. Ícono más tarde juega un papel crucial en la batalla de la LJA con el villano come-estrellas Starbreaker.
Después de que los sucesos de New Krypton conducen a los kryptonianos a ser expulsados de la Tierra, se muestra que el General Sam Lane mantiene control sobre Ícono. No está claro si Lane cree que Ícono es un kryptoniano, o si simplemente lo observaba debido a su amistad con Superman.
Desde 2012, Ícono aún no fue visto en el universo de The New 52, salvo por un breve cameo en Static Shock #8.

## Personajes secundarios
- Raquel Ervin/Rocket – Vio a Augustus Freeman IV utilizar sus poderes cuando estaban robando su casa, y lo convenció de convertirse en un superhéroe, así como adoptarla como compañera. Todos los poderes sobrehumanos de Rocket derivan de su cinturón de inercia, basado en tecnología de la nave de Ícono.
- Darnice/Rocket II – La mejor amiga de Raquel. Darnice asumió el papel de Rocket mientras Racquel estaba de baja por maternidad (algo insistido por Ícono y sus amigos cercanos).
- Amistad Augustus Ervin – El bebé de Raquel, llamado así por el barco de esclavos español y por su compañero, Ícono.
- Rufus T. Wild/"Buck Wild, Mercenary Man" – Apareció por primera vez en Icon #13 "It's Always Christmas" (mayo de 1994); Buck Wild poseía "fuerza que desafía la creencia" y "piel dura de tungsteno", pero hablaba como si provenía de una película de blaxploitation. Era un héroe para la gente local, pero también recibió dinero por su trabajo. Se reveló en su primera aparición que cuando recibió sus poderes en 1972, su cerebro había sido congelado, lo que explica sus patrones de habla obsoletos. Wild era claramente una parodia de Luke Cage de Marvel, con un afro, diadema de oro y camisa amarilla desabrochada hasta el ombligo. En su siguiente aparición, es reclutado para tomar el lugar de Ícono, con el traje incluido, cuando Ícono regresó a su planeta de origen. Rocket (Darnice) utilizó su cinturón de inercia para llevarlo, haciéndole parecer que vuela. El tiempo de Buck como Ícono II fue de corta duración, ya que dio su vida para detener a Oblivion, un alienígena asesino en masa enemigo de Ícono. En un número dedicado a su funeral, se revela en una serie de elogios de sus enemigos (aunque no está claro qué tan confiables son estos elogios) que había tomado varias otras identidades enmascaradas, todas ellas parodias de otros superhéroes negros famosos. De acuerdo con estos elogios, Buck usó una vez un suero de crecimiento experimental que lo convirtió en el gigantesco "Buck Goliat" (un pastiche de Goliat Negro). Mientras trabajaba con un estilo Capitán América conocido como Patriota, se hacía llamar "Jim Crow" y llevaba un traje de alas que le permitía volar (como con Halcón). Como "Buck Lightning" (Rayo Negro), Buck llevaba un aparato de muñeca que genera rayos. En el funeral, Kingfish (una parodia de Kingpin) utilizó la legendaria piedra preciosa Ruby Begonia para traerlo de vuelta a la vida, ahora capaz de generar humo verde, el sonido de los tambores anunciando fatalidades, y un doble fantasmal que podía poseer otros y hacer que hagan su voluntad (Hermano Vudú). Darnice, sin embargo, le dice que su tiempo en la tierra ha terminado, por lo que Buck quita la piedra Begonia y se deja morir. Ícono relata que Buck es un ejemplo para todos nosotros de cómo podemos ser héroes dondequiera que estemos.

## Poderes y habilidades

### Poderes
La cápsula de Ícono alteró su ADN para que se asemejase a un ser humano normal, lo que le permitió mezclarse entre los nativos de la Tierra. Un efecto secundario de este proceso fue la maximización de su estructura genética ahora humano/extraterrestre. Por lo tanto, Ícono posee una variedad de habilidades sobrehumanas que son inusuales incluso para un Terminan.
- Fuerza sobrehumana: Ícono posee gran fuerza sobrehumana que es casi a la par con Superman.
- Velocidad sobrehumana y Reflejos: Ícono posee la habilidad de pensar, moverse y reaccionar a velocidades sobrehumanas.[1]
- Resistencia sobrehumana: Ícono posee musculatura altamente eficiente que no produce casi ninguna toxina de fatiga, concediéndole resistencia casi ilimitada en todas las actividades físicas.
- Vuelo: Ícono vuela por manipulación de gravitones, manipulación de campos magnéticos, el control de su movimiento molecular absoluto, y utilizar su velocidad sobrehumana. Ícono puede volar más allá de las velocidades supersónicas, pero se desconoce si puede alcanzar casi la velocidad de la luz.[1]
- Sentidos sobrehumanos: Ícono posee sentidos sobrehumanos de vista, olfato, gusto, tacto y oído.[9]
- Percepción mental mejorada: Ícono posee la habilidad de sentir y comprender las cosas a niveles que superan con creces las capacidades humanas.
- Invulnerabilidad: Ícono parece poseer alta invulnerabilidad y durabilidad, con capacidad de soportar tremendas fuerzas de impacto, balas de alto calibre,[10] la exposición a temperatura y presión extremas,[11] y poderosos rayos de energía sin sufrir lesiones.[12] Él es incluso capaz de sobrevivir en el vacío del espacio sin ayuda.[7] La invulnerabilidad de Ícono no ha sido retratada de forma coherente. Si él no está esperando un ataque, puede lesionarse con más facilidad. Por ejemplo, en Icon # 2, sufre una hemorragia nasal al ser golpeado en la cara con la culata de un rifle que le sorprendió. Después de ser herido por Payback,[9] Ícono comenzó a usar armadura corporal alienígena para concederle una mayor protección.[13]
- Factor curativo: A pesar de su casi invulnerabilidad a las heridas, es posible herir a Ícono. Si se hiere, su cuerpo es capaz de reparar rápidamente el tejido dañado con mucha mayor rapidez y eficacia que el cuerpo humano normal.[9]
- Generación de energía: Ícono tiene la habilidad de generar y controlar una energía radiante basada en positrones.[14] Él puede manipular esta energía para diversos efectos.

- Rayos de fuerza de conmoción: Ícono puede liberar energía de positrones de sus manos como pernos de fuerza de conmoción.

- Rayos de aturdimiento: Ícono puede proyectar rayos de bajo consumo que dejan a los seres humanos inconscientes al interrumpir los impulsos eléctricos en el sistema nervioso. Ícono también pueden usar estos rayos como un pulso electromagnético para sobrecargar los dispositivos electrónicos.

- Golpes de energía mejorada: Ícono puede enfocar la energía de positrones en sus puños, que luego puede utilizar para destruir prácticamente cualquier sustancia.

- Pulso de energía: Ícono puede liberar toda la energía de positrones de su cuerpo como un pulso omnidireccional masivo de poder devastador.

- Campo de positrones: Ícono puede detectar la presencia de los bang Babies dIcon8entro de su vecindad al inundar un área con un campo de positrones. El campo interactúa con el pozo cuántico invisible que rodea a un Bang Baby, que luego se ilumina mientras emite partículas gamma leves. Por lo tanto, Ícono puede utilizar estos campos para distinguir entre muchos Bang Babies de otros metahumanos así como los humanos normales.

- Según Ícono, posee poderes que todos los humanos poseen una vez que se desarrollan más allá de sus limitaciones.[3]

Ícono posee extraordinaria longevidad, lo que le permitió envejecer a un ritmo mucho más lento que el de los seres humanos. Por lo tanto, aunque tiene siglos de edad, parece no tener más de cuarenta años. La vida útil de Ícono es típico de un Terminan y el único poder que no es el resultado de su maximización genética.

### Habilidades
Ícono está entre los mediadores más célebres de la Cooperativa. Él tiene un amplio conocimiento del sistema legal de Cooperativa, así como décadas de experiencia en su campo elegido. Ícono es un abogado corporativo igualmente hábil debido a sus antecedentes de mediador y el valor de la experiencia de un siglo en la ley estadounidense.
Ícono es también un formidable combatiente, cuyas habilidades de lucha son similares a las de Superman. Ícono está bien entrenado en combate desarmado y armado que, después de haber luchado en los principales conflictos que van desde la Guerra Civil hasta la Segunda Guerra Mundial. Algunos opositores subestiman las habilidades de Ícono ya que trata de resolver pacíficamente las controversias antes de golpear a sus enemigos.
Ícono es fluido en inglés y estándar galáctico, la lengua materna de la Cooperativa.

## Equipo

### Traje
Ícono lleva un traje compuesto de materiales alienígenas que le otorgan una mayor protección de las armas de proyectil, rayos de energía, y calor o fríos intensos.  Con su orden, la Herramienta de Información a bordo de su nave espacial puede construir al instante su traje por encima de su ropa civil. Cuando no lo necesite más, el traje se desmonta, se convierte de nuevo en energía, y se almacena en los archivos estructurales de la Herramienta de Información.

### Transporte
Para los viajes interestelares, Ícono emplea su nave personal que es un regalo de la Cooperativa. Al igual que todos los buques de la Cooperativa, la nave estelar de Ícono tiene una unidad más rápida que la luz que permite que se desplace hacia el reino llamado hiperespacio. Dentro del hiperespacio, la velocidad de la luz no es un factor limitante y por lo tanto no se puede evitar que la nave atraviese rápidamente distancias intergalácticas. Los compensadores de gravedad proveen gravedad artificial que se puede ajustar al nivel de comodidad de los pasajeros de la nave.
La nave del Ícono contiene una gama de tecnología de la Cooperativa muy avanzada. Dos elementos notables son la Herramienta de Información y el Hacedor. La nave de Ícono está equipada con un sistema de acceso local que conecta directamente con la Herramienta de Información. La Herramienta de Información es una base de datos informatizada de prácticamente todo lo que cualquier persona dentro de la Cooperativa sabe. Incluso contiene archivos muy detallados sobre las culturas, los idiomas, la historia y la tecnología del Sol III (Tierra) gracias a testimonios de primera mano de Ícono de su vida en el planeta. La Herramienta de Información adquiere nueva información de documentos escritos, relatos verbales, y entradas de datos visuales. La base de datos puede incluso escanear un elemento (orgánico o inorgánico) y almacenar su estructura molecular dentro de archivos llamados "software". Aparte de almacenar y recuperar datos, el acceso local a la Herramienta de Información también se puede enlazar y controlar cualquier dispositivo o sistema informático que funciona. Esto incluye la tecnología de la Cooperativa como el Hacedor de la nave a la tecnología terrestre como las líneas telefónicas o luces.
Debido a todos los datos que ha acumulado a través de milenios, la Herramienta de Información es verdaderamente consciente de sí misma e incluso tiene una personalidad de tipo. La Herramienta de Información se basa en aportaciones verbales para recibir comandos para realizar ciertas funciones. En cuanto a la recuperación de la información, la Herramienta puede responder verbalmente o mostrar sus hallazgos a través de imágenes holográficas a bordo de la nave espacial. La Herramienta de Información permanece en contacto con Ícono a través de un comunicador escondido en su traje. El alcance máximo del comunicador es desconocido.
El Hacedor es una fábrica molecular que puede construir cualquier elemento físico, molécula por molécula, a partir de archivos de datos estructurales almacenados dentro de la Herramienta de Información. Estos archivos de datos se denominan "software", mientras que los objetos creados por el Hacedor se conocen como "hardware". El Hacedor opera tocando las vastas energías del reactor para la nave de Ícono y convertirlos en materia utilizada para la construcción de hardware. El Hacedor puede crear cualquier objeto, terrestre o extraterrestre, en cuestión de segundos mientras su estructura esté en el archivo dentro de la Herramienta de Información. Estos incluyen medicinas, maquinaria (por ejemplo, vehículos), ropa, y hasta comida. El Hacedor puede reparar o modificar el hardware construido al alterar su estructura molecular de acuerdo a los antojos de su usuario.
El Hacedor también puede reorganizar la estructura molecular de los elementos que no creó a fin de cambiar su apariencia o función. Para ello, la Herramienta de Información primero debe escanear la estructura del objeto para ser modificado. Por ejemplo, Ícono empleó al Hacedor para construir el garaje de naves debajo de la piscina de su mansión.
La nave de Ícono tiene numerosos proyectores a través de los que el Creador puede construir el hardware dentro de la nave. Para construir un objeto fuera de la nave, el Hacedor se basa en una sonda especial montada en la parte inferior de la nave. Es la sonda que le facilita al Hacedor reparar o remodelar las posesiones de Ícono a grandes distancias. Ícono ha empleado a menudo esta función para reparar cualquier daño a su traje.
La nave de Ícono también está equipada con tecnología de camuflaje que puede volver invisible la nave al ojo humano y todas las formas de vigilancia electrónica terrestre.  Aunque no es típico para una nave civil, el manto se ha instalado en la nave de Ícono para poder utilizarla en la Tierra sin llamar la atención.
Cuando no está en uso, Ícono almacena su nave en su "garaje", un hangar situado debajo de la piscina de su mansión. La piscina se deliza a un lado para facilitar la entrada o salida de la nave.

## En otros medios

### Televisión
- Aunque no aparece en pantalla, Augustus Freeman fue referido varias veces en Static Shock a través de los nombres de los diferentes centros y organizaciones, en particular el Centro Comunitario Freeman con sede en Dakota.[25]

- Ícono aparece en Young Justice con la voz de Tony Todd. Aparece por primera vez en "Revelación", donde él y Rocket aparecen rescatando a civiles de una criatura planta que la Liga de la Injusticia había desatado en París. En "Agendas" Ícono y Rocket son considerados para ser miembros de la Liga de la Justicia. Se une oficialmente a la Liga en "Los sospechosos de siempre", mientras Rocket se une al Equipo. Junto al resto de la Liga, a Ícono le lavan el cerebro las esporas Starro liberadas por Flecha Roja. Durante la temporada 2, Ícono actúa como asesor legal de la Liga de la Justicia mientras enfrenta a un juicio en Rimbor por los crímenes que cometieron bajo la influencia de la tecnología Starro de Vándalo Salvaje.

## Política
- Ícono es un republicano conservador que sostiene las visiones conservadoras en cuestiones económicas y sociales, que a menudo lo puso en conflicto con más superhéroes liberales de Milestone Comics, incluyendo su compañera. Bajo la influencia de Rocket, finalmente comienza a volver a evaluar sus puntos de vista.

- Ícono es un firme creyente en la filosofía de la autosuficiencia de Booker T. Washington.

## Premios
- Icon fue nominado para tres Eisners y ganó tres veces los honores Parent's Choice Award.

## Crossovers
- Shadow War - crossover en toda Milestone Company. Incluyó todos los cómics, incluyendo el recién estrenado Xombi y Gabinete Sombrío.
- Long Hot Summer - crossover en toda Milestone Company. Tres números del cómic del mismo título, junto con tie-ins en cada título de Milestone. - julio-septiembre 95
- Worlds Collide - 1 Edición. Un empleado de correos llamado Fred Bentson convierte involuntariamente un portal entre dos mundos y dos ciudades. Un enlace viviente entre Dakota, la ciudad natal de los héroes de Milestone, y Metrópolis, hogar de Superman. Finalmente Bentson pierde el control de sus poderes y se transforma en Rift, un ser cósmico capaz de manipular y reconfigurar la materia a una escala subatómica. Los héroes de dos universos se unen para detenerlo y sellar la brecha peligrosa entre sus mundos. Este crossover con personajes del Universo Milestone y el Universo DC incluían el Sindicato de Sangre, Hardware, Ícono, Static, y Steel de DC, Superman, y Superboy.